# Minthea humericosta
Minthea humericosta är en skalbaggsart som beskrevs av Pierre Lesne 1936. Minthea humericosta ingår i släktet Minthea och familjen kapuschongbaggar. Inga underarter finns listade i Catalogue of Life.